# Дулібівська сільська рада (Турійський район)
| Дулібівська сільська рада — адміністративно-територіальна одиниця та орган місцевого самоврядування у Турійському районі Волинської області з адміністративним центром у селі Дуліби. Сільській раді підпорядковані населені пункти: - с. Дуліби - с. Туричани |

## Склад ради
Рада складається з 16 депутатів та голови.

### Керівний склад ради
| ПІБ                          | Основні відомості                                                               | Дата обрання | Дата звільнення |
| ---------------------------- | ------------------------------------------------------------------------------- | ------------ | --------------- |
| Шаринда Ростислав Васильович | Сільський голова, 1952 року народження, освіта                                  | 26.03.2006   | 31.10.2010      |
| Ляховський Сергій Григорович | Сільський голова, 1977 року народження, освіта середня спеціальна, безпартійний | 31.10.2010   |                 |

Примітка: таблиця складена за даними джерела

## Загальні відомості
Історична дата утворення: в 1944 році. Водоймища на території, підпорядкованій даній раді: річка Турія, озеро Туричанське.
В Дулібіській сільській раді працює 1 середня школа, 2 клуби, 1 бібліотека, 4 медичних заклада, 1 відділення зв'язку, 1 АТС на 100 номерів, 3 торговельних заклади.
Всі села сільської ради не газифіковані. Дороги здебільшо з ґрунтовим покриттям. Стан доріг задовільний.

## Населення
Згідно з переписом УРСР 1989 року чисельність наявного населення сільської ради становила 737 осіб, з яких 328 чоловіків та 409 жінок.
За переписом населення України 2001 року в сільській раді мешкало 719 осіб.

### Мова
Розподіл населення за рідною мовою за даними перепису 2001 року:
| Мова       | Відсоток |
| ---------- | -------- |
| українська | 99,31 %  |
| російська  | 0,55 %   |
| білоруська | 0,14 %   |